# Tricyclea vansomereni
Tricyclea vansomereni är en tvåvingeart som beskrevs av Zumpt 1953. Tricyclea vansomereni ingår i släktet Tricyclea och familjen spyflugor.
Artens utbredningsområde är Uganda. Inga underarter finns listade i Catalogue of Life.